# Алекси Рилец
Алекси Рилец е български архитект, майстор строител и дърворезбар. Най-известен е с работата си по възстановяването и поддържането на Рилския манастир.

## Биография
Алекси Рилец е роден през 1760 година в западномакедонското българско село Лазарополе. В 1784 година пристига в село Рила като строител, за да участва в изграждането на Рилския манастир след плячкосването и опожаряването му от турците през 1765, 1768 и 1778 година. Участва и в разширението на Хрельовата църква (1784 – 1792) и околните манастирски сгради – църквата „Свети Лука“ (1796), Костницата (1794 – 1795), метоха Пчелино, метоха Орлица, разширението на църквата „Свети Архангел Михаил“ в село Рила и други.
В Рила Алекси Рилец се жени за певицата Мария от Ягоридковия род. През 1783 година се ражда синът им Димитър Рилец, основател на първото килийно училище в село Рила (обявено за архитектурно-исторически паметник). Даскал Димитър е и личен приятел на Неофит Рилски, за което свидетелства запазената оттогава кореспонденция между двамата.
През 1816 година, след участие в строителни дейности на манастирски сгради на Света гора и държавни обекти, Алекси Рилец е поканен да проектира и ръководи изграждането на източното, северното и западното крило на Рилския манастир, което завършва в 1819 година. За това свидетелстват трите паметни плочи, на които редом с неговото име фигурират имената и на игумените Йосиф и Теодосий. Манастирът засиява със своя гигантски ордер от подпорни колони, великолепното сложно моделирано тяло на уникалната в конструктивно и архитектурно отношение магерница, висока 24 m, и прекрасно оформените одаи и монашески килии. Докато външната фасада е строга и студена като скалистите гиганти на планината и Хрельовата кула (1335), вътрешната, в пълен контраст с нея, искри от белота, свежест и багри.
През 1819 година Алекси Рилец извайва и дарява владишкия трон на църквата „Свети Архангел Михаил“, участва в изграждането на пристройката на църквата към „Стара постница“ (1820) и други.
За трети път в 1834 година Алекси Рилец, вече на 73-годишна възраст, отново работи в Рилския манастир след опустошителния пожар от 1833 година. Той ръководи възстановяването му, като вгражда и пожарозащитни зидове, които излизат пред стените и над покрива. По този начин предпазва красивите дървени тераси и кьошкове, като този на майстор Кръстьо Дебърли от Лазарополе, от бъдещо разрушаване.
Умира в село Рила в 1850 година.

## Памет
На Алекси Рилец е наречена улица в квартал „Манастирски ливади“ в София (Карта).